# Claudio Maldonado
Pour les articles homonymes, voir Maldonado.
Claudio Maldonado (nom complet : Claudio Andrés del Tránsito Maldonado Rivera), né le 3 janvier 1980 à Curicó au Chili, est un footballeur chilien qui évolue au poste de milieu de terrain.

## Biographie
Il a été transféré à Fenerbahçe lors du mercato d'hiver 2007-2008. Non conservé à l'issue de la saison 2008-2009, il est actuellement à Flamengo.
Il est comme Alexsandro de Souza, Mert Nobre, Deivid de Souza, Edu Dracena, joueur de Cruzeiro.
Il a été un petit temps capitaine de l'équipe nationale du Chili.

## Carrière

### Clubs
- 1998-1999 :  Colo-Colo
- 2000-2002 :  São Paulo FC
- 2003-2005 :  Cruzeiro
- 2006-2007 :  Santos FC
- 2008-2009 :  Fenerbahçe SK
- 2009- :  Flamengo

### Équipe nationale
- 41 sélections et 1 but en équipe du Chili A entre 2000 et 2009
- Médaille de bronze aux Jeux olympiques de 2000 avec l'équipe Olympique du Chili